# Gleisanschluss

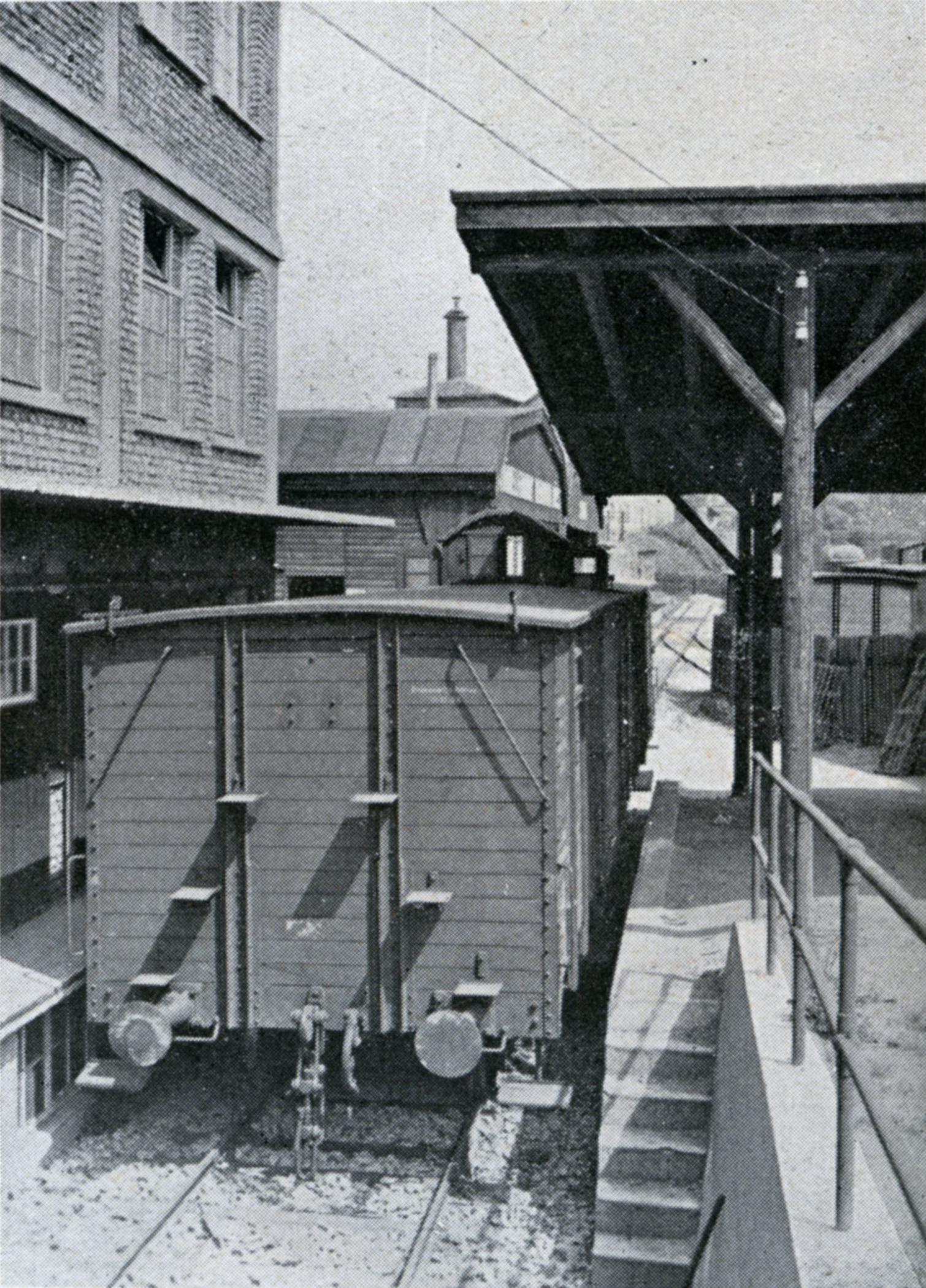
Gleisanschluss der Möbelfabrik Döss in Worms, ca. 1932

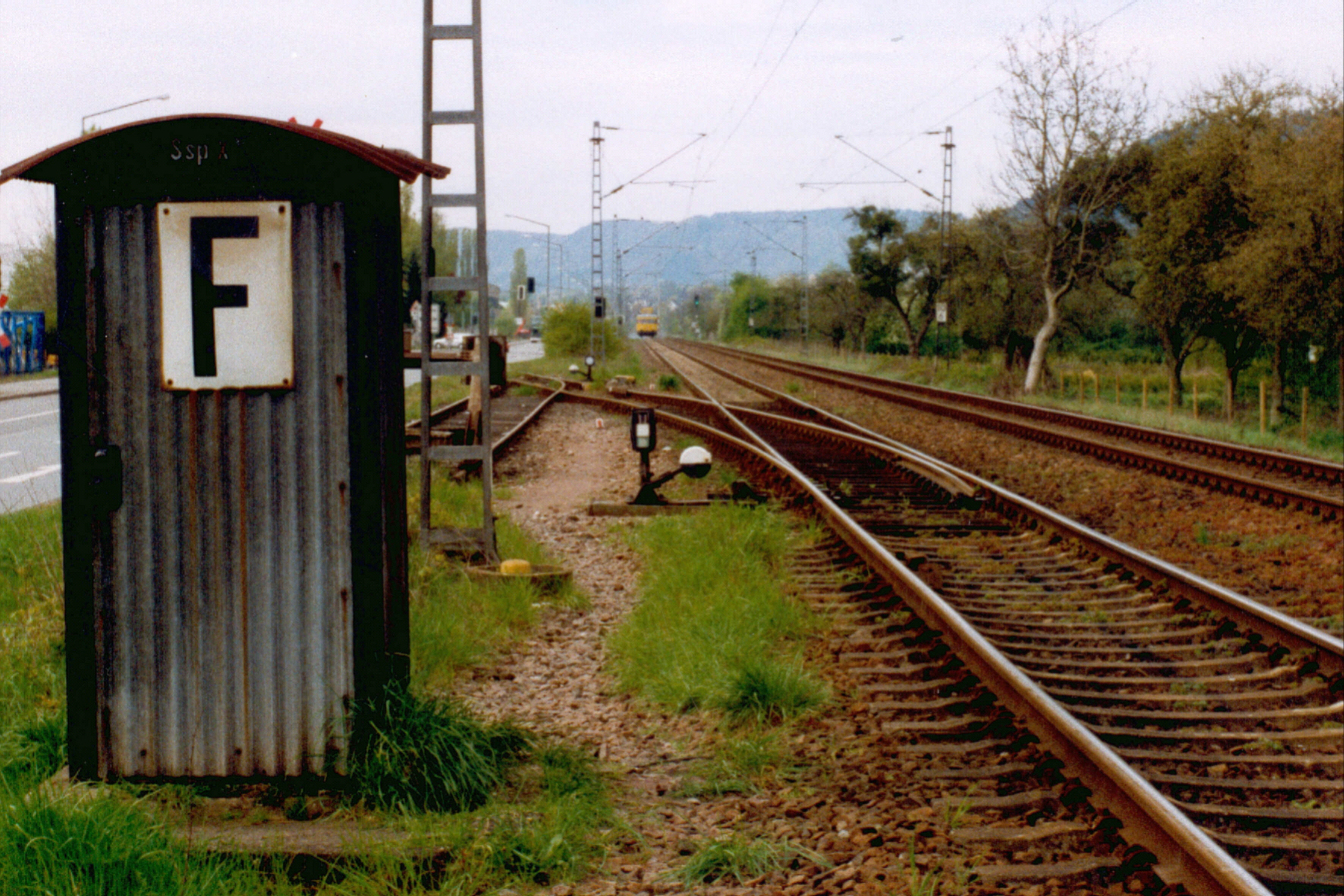
Anschlussweiche einer Ausweichanschlussstelle mit Schutzweiche und Außenschlüsselsperre

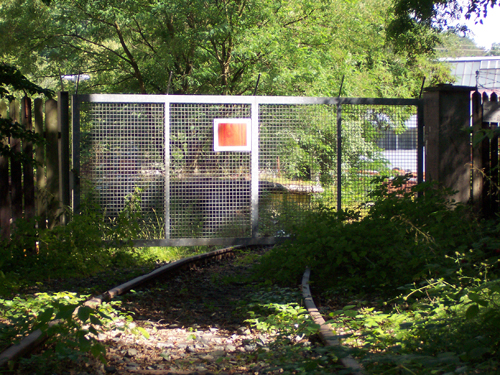
Gleisanschluss der Alfing-Kessler-Werke in Wasseralfingen (heute abgebaut)

Ein Gleisanschluss (abgekürzt Gla), in der Schweiz Anschlussgleis (abgekürzt AnG), ist eine Eisenbahnanlage zur Erschließung eines Geländes oder Gebäudes, das selbst nicht zur Eisenbahninfrastruktur gehört, durch Eisenbahngleise zum Gütertransport.
Gleisanschlüsse sind vorwiegend bei großen Fabriken, Industriebetrieben, Industriegebieten, Logistikzentren und militärischen Liegenschaften (z. B. Depots) zu finden. Andere – teilweise veraltete – Bezeichnungen sind Werksanschluss, Werksgleis, Fabrikanschluss oder Fabrikgleis.
Wenn es eine private Anlage mit dem öffentlichen Eisenbahnnetz verbindet, nennt man es auch Privatanschlussgleis.
Bei einem Gleisanschluss direkt von einer öffentlichen Eisenbahnstrecke wird alternativ von einem Hauptanschluss gesprochen. Erfolgt der Anschluss an eine öffentliche Eisenbahn hingegen indirekt über einen anderen Anschluss, so wird dieser als Nebenanschluss bezeichnet. Eine besondere Form des Hauptanschlusses stellen Industriestammgleise dar, die ein ganzes Industriegebiet, einen Hafen (Hafenbahn) o. Ä. erschließen, von dem die einzelnen Nebenanschlüsse abzweigen. Diese Stammgleise befinden sich – im Gegensatz zur Hauptbahn – meist in der Hand (überwiegend kommunaler) Privatbahnen.
Ein Gleisanschluss kann bei Bedarf genutzt werden (siehe Bedarfsverkehr, z. B. Übergeben einzelner Güterwagen) oder regelmäßig im Einzelwagenverkehr oder Ganzzügen angefahren werden. In Ausnahmefällen findet auch spezielle nicht-öffentliche Personenbeförderung für Werksangehörige statt, in diesem Fall spricht man vom Dienstpersonenverkehr.
Die Grenze eines Gleisanschlusses liegt in der Regel zwischen Anschlussweiche und Anschluss, häufig am Schienenstoß hinter der Anschlussweiche. Sie ist örtlich zu kennzeichnen.

## Anschlussbahn
Anschlussbahnen sind nicht-öffentliche Eisenbahnen mit Übergang von Fahrzeugen und Betriebsmitteln auf Eisenbahnen des öffentlichen Verkehrs. Anschlussbahnen unterliegen in Deutschland der Aufsicht durch die zuständige Landesbehörde (Landesbevollmächtigter für Bahnaufsicht) oder des mit der Aufsicht beauftragten Eisenbahnbundesamtes und müssen den Bestimmungen der Bau- und Betriebsordnung für Anschlussbahnen (BOA) genügen.
Anschlussbahnen von Bergbaubetrieben („Grubenanschlussbahn“) unterliegen zudem noch der Aufsicht der Bergbehörde.
Anschlussbahnen sind in der Regel eigenständige Eisenbahninfrastrukturunternehmen, bei großen Anschlussbahnen wird häufig unter der gleichen Unternehmensbezeichnung auch ein Eisenbahnverkehrsunternehmen geführt.

## Gleisanschluss im Bahnhof
Gleisanschlüsse im Bahnhof oder Bahnhofsanschlussbahnen zweigen in einem Bahnhof ab. Gegenüber einem Gleisanschluss an der Strecke liegen hier in der Regel verkehrlich und betrieblich günstigere Bedingungen vor. Bevorzugt werden diese an Ausziehgleise oder Verkehrsgleise (Durchlaufgleise für Rangierfahrten) angeschlossen. Gleisanschlüsse in Bahnhöfen können mittels Rangierfahrten bedient werden. Teilweise finden aber Zugfahrten direkt auf die Anschlussbahn statt.

## Gleisanschluss an der Strecke
Gleisanschlüsse an der Strecke oder Streckenanschlussbahnen zweigen an besonderen Bahnanlagen auf freier Strecke ab. Betrieblich werden verschiedene Typen unterschieden.

### Anschlussstelle

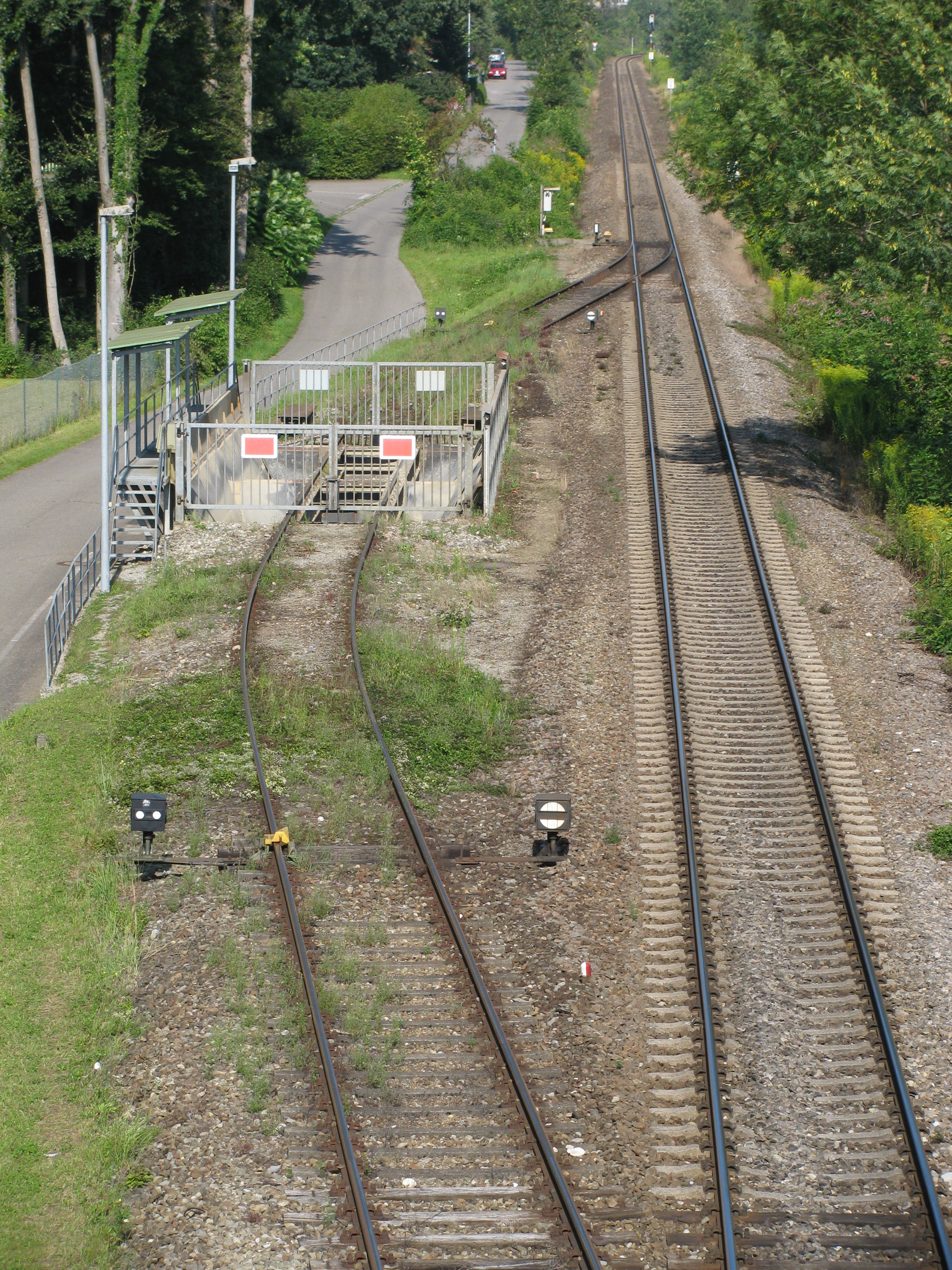
Anschlussstelle einer Entladeanlage für Kies an der Bahnstrecke Friedrichshafen–Lindau

Eine Anschlussstelle (kurz Anst, in der Schweiz auch als Anschlussgleise an die Strecke bezeichnet) ist eine Eisenbahnbetriebsstelle zur Verbindung eines Gleisanschlusses oder einer Anschlussbahn mit der freien Strecke. Sie sind keine Zugfolgestellen, weshalb die Bedienung unter Deckung der Hauptsignale der benachbarten Betriebsstelle erfolgt.
Die in dem Gleis der freien Strecke eingebaute Anschlussweiche ist in der Regel ortsgestellt und mittels eines Handverschlusses gesichert, über den die Signalabhängigkeit zu den Hauptsignalen der benachbarten Betriebsstellen hergestellt wird.
Zur Gewährleistung des Flankenschutzes des Gleisanschlusses gegenüber den Gleisen der freien Strecke ist dieser durch eine Schutzweiche oder eine Gleissperre zu schützen. Diese Einrichtungen verhindern, dass sich Schienenfahrzeuge, die innerhalb der Anschlussanlage bewegt werden, den Gleisen der freien Strecke in gefährdender Weise nähern können. Die Flankenschutzeinrichtung steht mit der Anschlussweiche in der Regel in einer Folgeabhängigkeit. Wenn in einer Anschlussstelle rangiert werden soll, während der Streckenabschnitt befahren wird, dann sind für den Flankenschutz Schutzweichen erforderlich.
Anschlussstellen unterscheidet man in:
- Anschlussstellen, die von Übergabezügen bedient werden, ohne dass der betroffene Blockabschnitt für andere Züge freigegeben werden kann, und
- Anschlussstellen, die von Übergabezügen unter Freigabe des Blockabschnittes für andere Züge bedient werden dürfen. Diese werden im Folgenden gemäß der in Deutschland und Österreich üblichen Bezeichnung als Ausweichanschlussstellen bezeichnet.[2][4][5]

Der erste Fall wird in der Regel so umgesetzt, dass der Schlüssel für die Handverschlüsse der Flankenschutzeinrichtung und der Anschlussweiche in Grundstellung in einer benachbarten Betriebsstelle eingeschlossen ist und von der Bedienungsfahrt zur Anschlussstelle mitgenommen werden muss. Mit Freigabe des Schlüssels wird der Blockabschnitt für Zugfahrten mit Blockbedienung gesperrt. Aus diesem Grund muss die Bedienungsfahrt auch als Sperrfahrt verkehren, die beim Befahren des Anschlussgleises zur Rangierfahrt wird. Voraussetzung für das Entnehmen dieses Schlüssels ist in der Regel die Grundstellung des Streckenblockes und das Vorhandensein der Erlaubnis. Erst mit Rückkehr der Bedienungsfahrt wird der Blockabschnitt wieder für andere Zugfahrten freigegeben. Wegen der daraus resultierenden langen Sperrzeiten der Bahnstrecke eignet sich diese Variante nicht für viel befahrene Strecken.

### Ausweichanschlussstelle
Ist die Anschlussstelle so eingerichtet, dass der Blockabschnitt für einen anderen Zug freigegeben werden kann, während sich eine Übergabefahrt in der Anschlussstelle befindet, handelt es sich um eine Ausweichanschlussstelle (kurz Awanst). Die Zugeinheit in der Anschlussstelle wird erforderlichenfalls eingeschlossen. Die Informationsübertragung über die Besetztmeldung des Abschnittes geschieht hier also nicht durch den Zug, sondern durch eine anderweitig technische Verbindung zwischen Ausweichanschlussstelle und der Zugmeldestelle.
Hierfür sind im Stellwerk, von dem die Bedienungsfahrten ausgehen, bei ferngesteuerten Relais- und elektronischen Stellwerken im Bereich der Ausfahrsignale in Richtung der Ausweichanschlussstelle und zusätzlich an dieser selbst Schlüsselsperren vorhanden, die in Abhängigkeit zum Stellwerk stehen. In der Regel wird auch hier einer Bedienungsfahrt der Schlüssel für die Anschlussstelle mitgegeben. Mit dem Entnehmen des Schlüssels aus der Schlüsselsperre im Stellwerk ist das Einstellen von regulären Zugfahrstraßen in den betreffenden Streckenabschnitt nicht mehr möglich, die Bedienungsfahrt bewirkt auch keine Schaltvorgänge beim Streckenblock. Das Bedienen der Weichen und Flankenschutzeinrichtungen erfolgt in gleicher Weise wie bei einer gewöhnlichen Anschlussstelle. Ist die Bedienungsfahrt in den Anschluss eingefahren und die Anschlussweichen stehen wieder in Grundstellung, dann wird der Schlüssel in die Schlüsselsperre an der Anschlussstelle eingeschlossen. Sobald er von der Schlüsselsperre festgehalten wird, sind wieder reguläre Zugfahrten möglich. Gibt es im Streckenabschnitt keine technische Gleisfreimeldeanlage, ist zusätzlich eine fernmündliche Bestätigung des vollständigen Einschließens der Bedienungsfahrt erforderlich. Die Rückfahrt der Bedienungsfahrt erfolgt in umgekehrter Reihenfolge, in der Regel erfolgt die Einfahrt des Übergabezuges in den Ausgangsbahnhof durch einen Fahrtbegriff am Einfahrsignal.
Im Stellbereich von mechanischen Stellwerken befindet sich der Schlüssel im Stellwerk in der Regel in einem Fahrstraßenschloss. Mit der Entnahme des Schlüssels aus dem Fahrstraßenschloss werden die Fahrstraßen in Richtung der Ausweichanschlussstelle in Grundstellung verschlossen. Damit ist das Einstellen von Ausfahrstraßen in Richtung des Streckenabschnittes, in dem die Anschlussstelle liegt, unterbunden. Nach Möglichkeit wird die Fahrstraße für die Bedienungsfahrt aus dem Grundstellungsverschluss ausgenommen, damit die Ausfahrt der Bedienungsfahrt unter Fahrstraßensicherung erfolgen kann. An der Anschlussstelle wiederum befindet sich auch eine Schlüsselsperre oder ein Anschlusssperrfeld, in der der Schlüssel nach Wiederherstellung der Grundstellung zum Einschluss der Bedienungsfahrt eingeschlossen werden kann. Dadurch wird im korrespondierenden Stellwerk ein Hilfsschlüssel freigegeben, mit dem die das Fahrstraßenschloss wieder aufgeschlossen werden kann. Ist die Anschlussbedienung in einer Zugpause zu schaffen, dann unterscheidet sich die Bedienung nicht von der einer gewöhnlichen Anschlussstelle. Zur Rückkehr der Bedienungsfahrt müssen die Bedienhandlungen in umgekehrter Reihenfolge durchgeführt werden.
Ausweichanschlussstellen wurden im Jahr 1957 in die Eisenbahn-Bau- und Betriebsordnung aufgenommen.

### Anschlussabzweigstelle
Anschlussbahnen mit großen Verkehrsaufkommen werden teilweise als Abzweigstelle eingerichtet, sodass signalmäßig in die Anschlussbahn ein- bzw. ausgefahren werden kann. Die Übergabezüge verkehren in diesem Fall unter voller Fahrstraßen- und Blocksicherung auf Hauptsignalfahrtbegriffe.

### Haltestelle
Ist die Anschlussstelle, Abzweigstelle oder Überleitstelle örtlich mit einem Haltepunkt verbunden, wird dieser betrieblich zur Haltestelle.

## Weichenloser Gleisanschluss

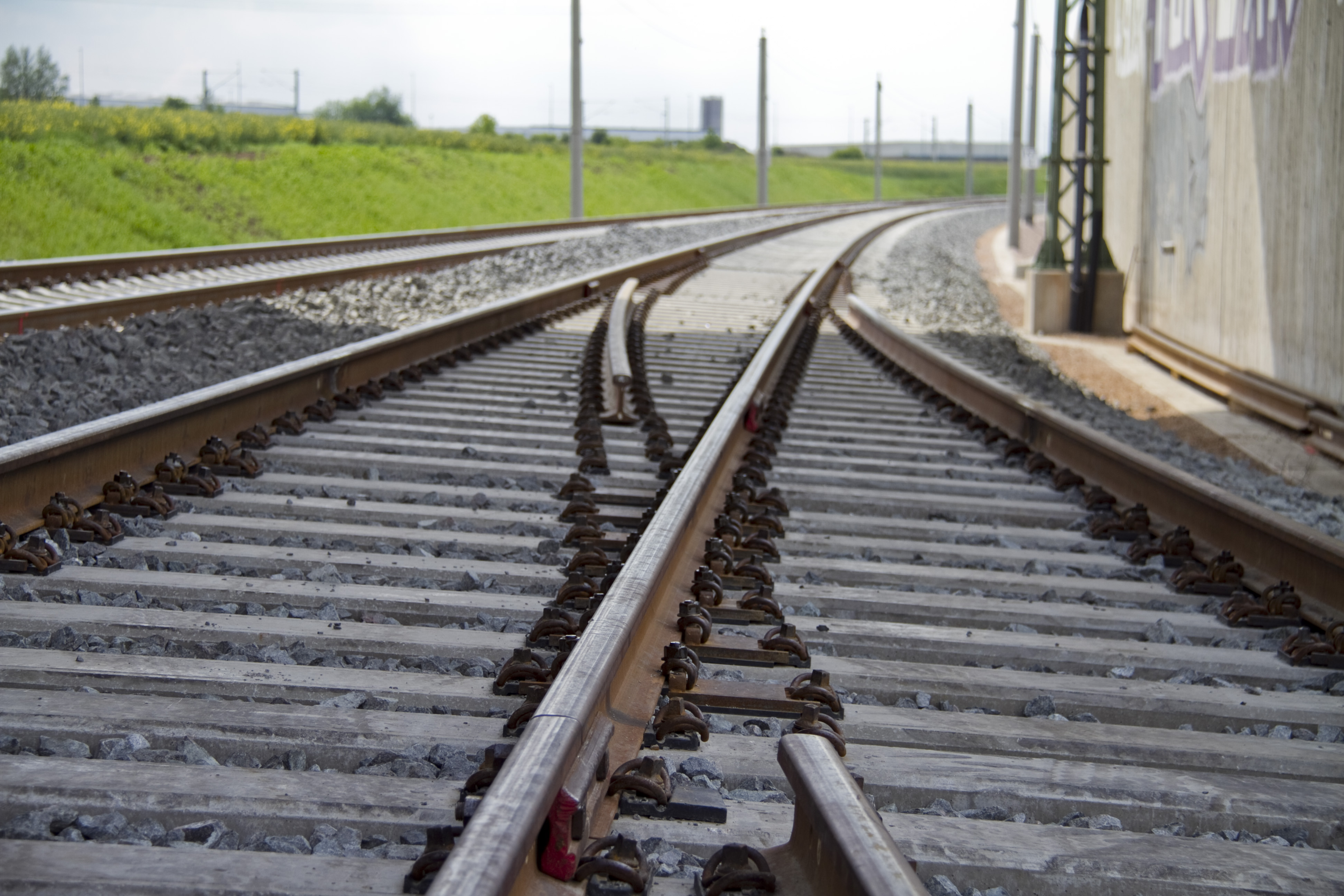
Besonderheit für eine deutsche Schnellfahrstrecke: Zungen- und herzstücklose Anbindung des Umspannwerks Erfurt-Vieselbach in einem mit 200 km/h befahrbaren Gleis

Kleine und selten genutzte Gleisanschlüsse (z. B. für eine Trafostation) werden teilweise als weichenloser Gleisanschluss ausgeführt. Das Anschlussgleis ist bis an das Streckengleis herangeführt, eine Weiche ist aber nur teilweise als zungen- und herzstücklose Anbindung vorhanden. Die Zungenvorrichtung einschließlich der Gleitstuhlplatten und das Herzstück sowie die Radlenker fehlen, die Schienen des Streckengleises gehen durch. Wenn die Anschlussstelle bedient werden soll, müssen die Schienen des Streckengleises getrennt, umgesetzt und danach wieder zurückgesetzt und verschweißt werden. Die Schienenbefestigungen auf den Schwellen sind dafür vorbereitet, Stopfarbeiten fallen bei einer Anschlussbedienung nicht an.
Ein Beispiel hierfür findet sich an der S-Bahn-Strecke der Bahnstrecke Witten/Dortmund–Oberhausen/Duisburg beim Umspannwerk in Essen-Eiberg, auf halbem Weg nach Wattenscheid-Höntrop.

## Industriestammgleis
Industriestammgleise sind meist nichtöffentliche oder beschränkt öffentliche Eisenbahnen, die unmittelbar an das Gleisnetz einer öffentlichen Bahn angeschlossen sind, z. B. an das Gleisnetz der Deutschen Bahn AG.

## Infrastruktur
Die Infrastruktur eines Gleisanschlusses kann sehr unterschiedlich sein. Die Topologie eines Gleisanschlusses ist neben den Erfordernisses des Anschließers abhängig von den örtlichen Gegebenheiten, wie das Gelände oder etwaige Bebauung. Abhängig von der Art und Menge der zu ver- bzw. entladenen Güter werden unterschiedliche Anlagen für die Be- und Entladung vorgehalten:
- Laderampen und Ladestraßen
- Gleiswaagen
- Wärmehallen, um Ladegüter auftauen zu lassen
- Umschlaganlagen für flüssige oder staubförmige Ladegüter
- Wagenkippanlagen

Daneben sind je nach Bedarf betriebliche Anlagen wie Beleuchtungseinrichtungen, Luftfüll- und Bremsprobeanlagen, Elektrisch ortsgestellte Weichen, Schiebebühnen, Drehscheiben, Seilrangieranlagen und Untersuchungsgruben vorhanden.

## Betrieb

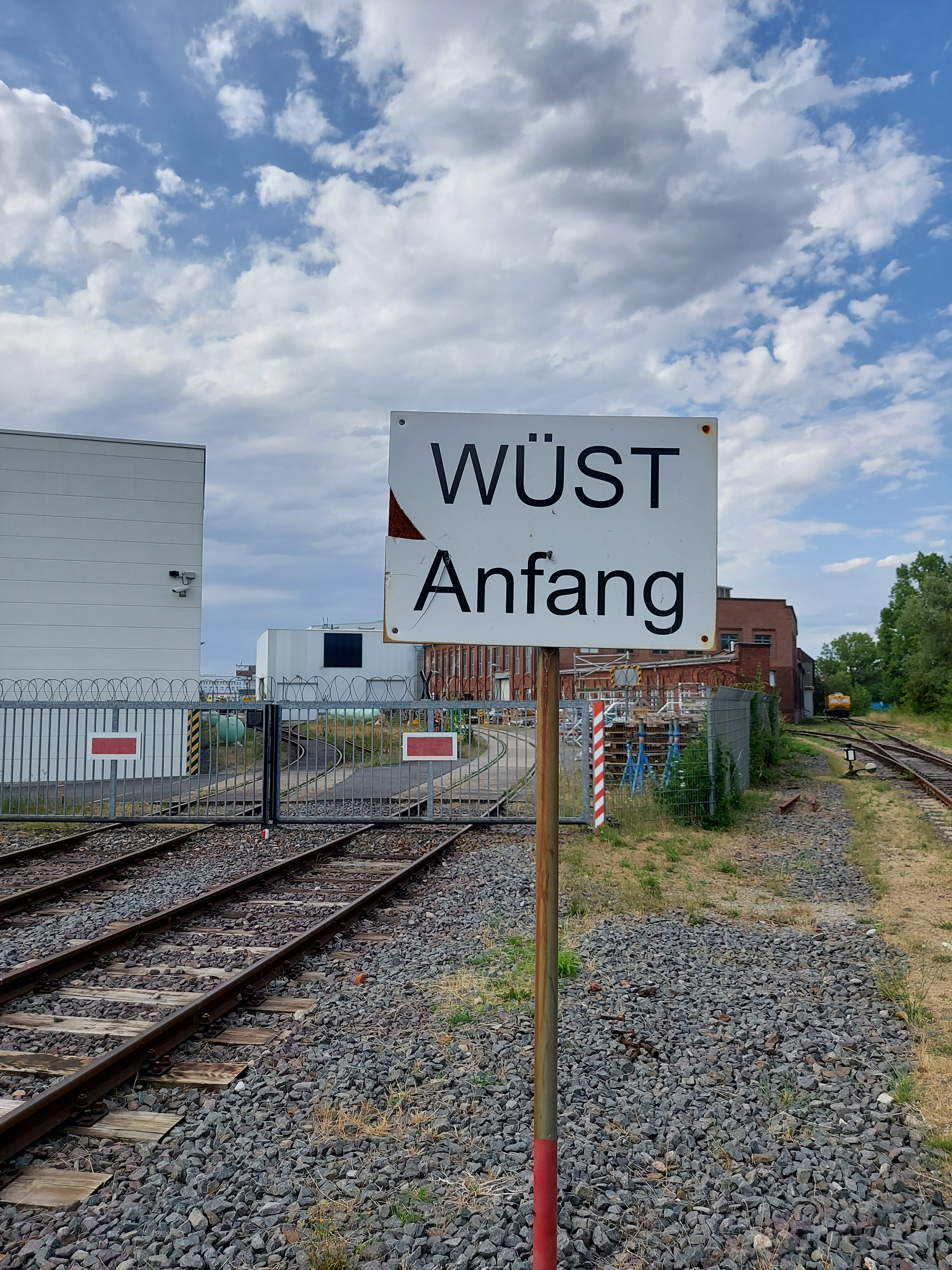
Wagenübergabestelle (WÜST) Kirow Leipzig

Den Eisenbahnbetrieb innerhalb eines Gleisanschlusses führt entweder der Anschließer selbst oder ein beauftragtes Eisenbahnverkehrsunternehmen durch. Im ersten Fall ist eine Wagenübergabestelle (WÜST) oder auch kurz Übergabestelle eingerichtet, an der die Wagen zwischen Anschließer und dem Eisenbahnverkehrsunternehmen übergeben werden.  Die WÜST muss nicht identisch mit der Grenze der Anschlussbahn sein. Die Grenzen werden mit den Schildern WÜST Anfang und WÜST Ende gekennzeichnet, welche normalerweise rechts neben dem Gleis stehen. Innerhalb von Gleisanschlüssen werden die Wagen mit Rangierlokomotiven oder anderen Rangiermitteln bewegt.

## Entwicklungen in Deutschland

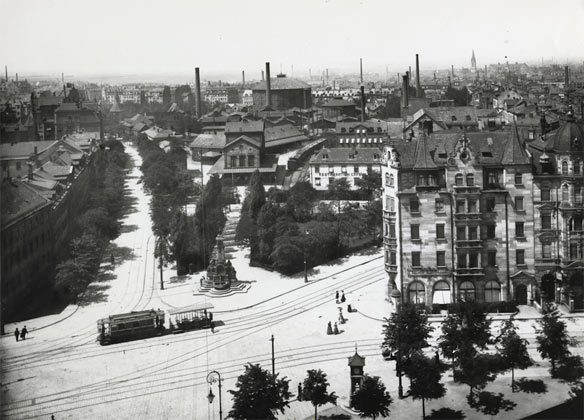
Ludwigseisenbahn mit Anschlussgleis zum Gaswerk, 1905

Entwicklung der Zahl der Gleisanschlüsse seit Gründung der Deutschen Bahn AG

Der erste Gleisanschluss in Deutschland wurde an der Ludwigseisenbahn in Nürnberg angelegt. Nahe dem Plärrer führte er zum örtlichen Gaswerk, wohin die Lok der Bahn die mit Kohlen beladenen Güterwagen schob.
Für die Deutsche Reichsbahn erließ der Reichsverkehrsminister erstmals unter dem 23. Mai 1922, gültig ab 1. Juli 1922, reichseinheitlich Allgemeine Bedingungen für Privatgleisanschlüsse (PAB).
Im Zuge des so genannten 250-Millionen-Programms wurde der Kombinierte und Gleisanschlussverkehr in der Bundesrepublik Deutschland zwischen 1969 und 1972 gefördert. Das Budget für diesen Teil des so genannten Leber-Plans wurde aufgrund großer Nachfrage bis 1970 auf 1,7 Milliarden DM angehoben. Bis 1970 waren mehrere hundert neue Anschlussgleise genehmigt worden. Sie sollten bis 1974 fertiggestellt werden.
In Deutschland wurden als Einsparungsmaßnahme in großer Zahl Gleisanschlüsse wegen mangelnder Rentabilität durch die Deutsche Bahn nicht mehr bedient oder sogar baulich ganz entfernt. Beispielsweise wurden im Rahmen von MORA C 637 von mehr als 2100 untersuchten Gleisanschlüssen stillgelegt. Dadurch hat deren Anzahl seit 1994 um 68,2 % auf 3732 Gleisanschlüsse im Jahr 2008 abgenommen (siehe Tabelle 1). Auch die Zahl der Industriestammgleise hat sich stark vermindert, da viele Anschließer heute zum LKW-Transport auf der Straße umgestiegen sind oder per LKW zum nächstgelegenen Knotenbahnhof transportieren. Auf der anderen Seite gibt es jedoch immer noch neue, teils sehr anspruchsvolle Neubauten von Gleisanschlüssen, z. B. den für mindestens 200 000 Jahrestonnen ausgelegten Neuanschluss der Warsteiner Brauerei, für den insgesamt 5 km Gleis in teils schwierigem Gelände entstanden. Wo Anschlüsse nicht ganz abgebaut, sondern nur die Bedienung eingestellt wurde, haben vielfach Privatbahnen, die ihre Leistungen günstiger erbringen können als der DB-Konzern, diese übernommen. Mittlerweile hat jedoch auch die DB Netz AG die Notwendigkeit von Gleisanschlüssen erkannt, um mehr Verkehr auf die Schiene zu bringen und fordert eine nachhaltige Förderung. Auch der Verband Deutscher Verkehrsunternehmen möchte mit der „Gleisanschluss-Charta“ Wege aufzeigen, wie die Rahmenbedingungen für Gleisanschlüsse, kundennahe Zugangsstellen und Umschlagterminals verbessert werden können. Die Charta richtet sich direkt an Bund, Länder, Kommunen, Industrie, Handel, Logistik sowie die Bahnbranche und möchte die gegenwärtig komplexen Regularien vereinfachen, die Förderung verbessern und die Kosten für reaktivierte oder neue Gleisanschlüsse senken.

### Kommunale Verkehrspolitik
Über einen oftmals unbeachteten aber starken Hebel in der Schaffung von Gleisanschlüssen verfügen auch Städte, Gemeinden und Landkreise, denn auch sie können die Rahmenbedingungen für Gleisanschlüsse positiv beeinflussen und damit das Verkehrsgeschehen auf die Schiene lenken. Grundlage hierfür bietet der Paragraf 9 des Baugesetzbuchs. In Absatz 1, Nummer 11 eröffnet das Baugesetzbuch laut Kommentar (Battis/Grautzberger/Löhr/Mitschang/Reidt, 14. Auflage 2019, BauGB § 9 Rn. 57–67) „der Gemeinde die Möglichkeit, im Rahmen der kommunalen Selbstverwaltung eine eigenständige gemeindliche Verkehrspolitik zu betreiben.“ Dies bietet Städten und Kommunen die Möglichkeit, Teile des Güterverkehrs von der Straße auf die Schiene zu verlagern. Ein starker Hebel stellt hierbei wieder Paragraf 9 des Baugesetzbuches dar. Im Ergebnis können Städte und Gemeinden ein Gewerbegebiet nicht nur „klassisch“ über die Straße, sondern auch über einen eigenen Gleisanschluss erschließen lassen und dies zu einem Bestandteil des Bebauungsplans machen. Häufig fehlt jedoch in den kommunalen Verwaltungen, im Gegensatz zum Straßenbaurecht, noch das notwendige Fachwissen, im Umgang mit dem „Eisenbahnrecht“. Thomas Siefer, Leiter des Instituts für Verkehrswesen, Eisenbahnbau und -betrieb an der TU Braunschweig, fordert deshalb mittlerweile ein Gleisanschluss-Facility-Management in den Kommunen, um die in Städten, Gemeinden und Landkreisen vorhandene Schieneninfrastruktur aktiv zu managen.
| Jahr 1 | Deutsche Bundesbahn | Deutsche Reichsbahn | Deutsche Bahn |
| ------ | ------------------- | ------------------- | ------------- |
| 1992   | 9351                | 4053                | [13 404]      |
| 1993   | 8846                | 2896                | [11 742]      |
| 1994   |                     |                     | 11 742        |
| 1995   |                     |                     | 11 290        |
| 1996   |                     |                     | 11 096        |
| 1997   |                     |                     | 9264          |
| 1998   |                     |                     | 7524          |
| 1999   |                     |                     | 7024          |
| …      |                     |                     |               |
| 2006   |                     |                     | 4004          |
| 2007   |                     |                     | 3998          |
| 2008   |                     |                     | 3732          |
| 2009   |                     |                     | 3726          |
| 2010   |                     |                     | 3732          |
| 2011   |                     |                     | 3638          |
| 2012   |                     |                     | 2374 2        |
| …      |                     |                     |               |
| 2019   |                     |                     | 2337          |
| 2020   |                     |                     | 2329          |

Seit 2012 sind die Zahlen weitestgehend stabil (Stand: 2020).

## Förderung von Privatgleisanschlüssen
Die Errichtung, die Reaktivierung oder der Bau privater Gleisanschlüsse werden in einigen europäischen Ländern gefördert, darunter Deutschland, Österreich, die Schweiz und Schweden.

### In der Schweiz
In der Schweiz werden Privatgleisanschlüsse seit 1986 mit Mitteln aus der Mineralölsteuer gefördert. Bis 2007 wurden pro Jahr dabei durchschnittlich umgerechnet etwa acht Millionen Franken aufgewendet.
Unterstützt wird gemäß Verordnung über die Anschlussgleise (AnGV) der Bau und die Erneuerung von Anschlussgleisen. Finanzhilfen für den Unterhalt hingegen sind ausdrücklich ausgeschlossen. Gewährt werden solche Hilfe nur für Gleisanschlüsse mit einem Umschlag von wenigstens 12 000 Tonnen bzw. 720 Wagen pro Jahr.
Dazu muss das Unternehmen, welches einen Gleisanschluss bauen und fördern lassen will, dem Bundesamt für Verkehr (BAV) unter anderem die veranschlagte jährliche Transportmenge oder Anzahl Wagenladungen mitteilen. Das BAV erlässt schließlich eine Zusicherungsverfügung, welche die Frist für den Baubeginn, den Beitragssatz, die anrechenbaren Kosten und den Höchstbetrag der Finanzhilfe und die veranschlagte Transportmenge beinhaltet.
Gefördert werden zwischen 40 und 60 Prozent der anrechenbaren Kosten. Des Weiteren gilt die Vorgabe, dass der Förderbeitrag pro jährlich umgeschlagener Tonne bei Verbindungsgleisen nicht über 30 Franken liegen darf; bei Stammgleisen darf der Förderbeitrag 4400 Franken pro Gleismeter nicht überschreiten. Die Mindestförderung liegt bei 30.000 Franken.
Zur Überwachung dieser Vorgaben meldet das für den Gleisanschluss zuständige Eisenbahnverkehrsunternehmen dem BAV jährlich die auf den Gleisen beförderte Transportmenge und Anzahl Wagenladungen.
Das BAV fordert die Finanzhilfe vollständig zurück, wenn innerhalb von fünf Jahren ein Anschlussgleis nach Erteilung der Betriebsbewilligung nicht benutzt wird oder die erforderliche Mindesttransportmenge nicht erreicht wird.
Eine teilweise Rückforderung der Finanzhilfe erfolgt, wenn innerhalb von fünf Jahren die in der Zusicherungsverfügung festgelegte Transportmenge nicht erreicht wird. Ebenfalls erfolgt eine teilweise Rückforderung der Finanzhilfe, wenn das Anschlussgleis endgültig nicht mehr benutzt wird; pro vollendetem Betriebsjahr sinkt der zurückgeforderte Beitrag um 5 Prozent. Daraus ergibt sich, dass nach 20 Betriebsjahren keine Rückforderung mehr erfolgt.
In jedem Fall wird auf Rückforderungen ein Zinssatz von 5 % pro Jahr ab dem Auszahlungszeitpunkt erhoben.

### In Österreich
Österreich griff 1995 das Schweizer Modell auf. Bis 2006 wurden die 40 Prozent der Kosten von neuen oder wiedereröffneten Gleisanschlüssen, Erweiterungen bestehender Anschlüsse zu 30 Prozent. Die Mindestförderung lag bei 15.500 Euro, die Höchstwerte zwischen 1,45 und 2,9 Millionen Euro.
In den Jahren 1999 und 2000 wurden nach diesem Modell 65 Privatgleisanschlüsse mit insgesamt 25 Millionen Euro gefördert.
Eine Besonderheit des österreichischen Modells ist die Förderung von Gleisanschlüssen im Ausland, soweit Verkehr von und nach Österreich stattfindet.

### In Deutschland
Um die Erholung im Schienengüterverkehr zu fördern, werden Gleisanschlüsse in Deutschland seit dem 7. Oktober 2004 zu 50 % mit Bundeszuschüssen gefördert, wenn von ihnen eine echte Verlagerung von Verkehr von der Straße auf die Schiene erwartet wird. Das entsprechende Förderprogramm des Bundesverkehrsministeriums war zunächst fünf Jahre befristet. Die aktuelle Situation in der Gleisanschlussförderung in Deutschland ist komplex und setzt sich aus verschiedenen Fördertöpfen mit unterschiedlichen Regeln zusammen.
Gefördert wird dabei die Errichtung, Reaktivierung oder Erweiterung von Privatgleisanschlüssen mit der Hälfte der Gesamtkosten, höchstens jedoch acht Euro je Tonne und Jahr bzw. 32 Euro je tausend Tonnen-Kilometern und Jahr. Die Förderung ist an Mindestmengen gebunden. Die Mindestförderung liegt bei 15.000 Euro.
2004 wurden acht Millionen Euro für die Förderung von Privatgleisanschlüssen bereitgestellt, zwischen 2005 und 2009 stehen jeweils 32 Millionen Euro pro Jahr zur Verfügung. Bis Ende 2006 wurden im Rahmen des Programms 26 Privatgleisanschlüsse mit insgesamt 13 Millionen Euro gefördert. Dabei wurden 3,1 Millionen Tonnen bzw. 760 Millionen Tonnenkilometer je Jahr von der Straße auf die Schiene verlagert. Damit wurden rund fünf Euro Steuermittel je verlagerte Tonne bzw. 20,39 Euro je tausend Tonnenkilometer aufgewandt. Die nicht genutzten Fördermittel wurden zur Unterstützung des intermodalen Verkehrs verwendet. Bis Anfang 2008 wurden 41 Förderanträge mit einem Gesamtvolumen von rund 24 Millionen Euro bewilligt. Das im August 2004 gestartete Förderprogramm soll im August 2009 auslaufen (Stand: April 2008). Bis 2013 wurden im Rahmen des Förderprogramms rund 120 Projekte unterstützt.
Im Jahr 2012 erhielten 17 private Gleisanschlussbetreiber Fördermittel in Höhe von 14,282 Millionen Euro nach dem Gleisanschlussprogramm. Dadurch wurde eine jährliche Verkehrsverlagerung auf die Schiene von 1,921 Millionen Tonnen und 0,587 Millionen Tonnenkilometer erreicht.
Zum 31. Dezember 2012 trat in Deutschland eine neue Förderrichtlinie für neue und reaktivierte Gleisanschlüsse in Kraft. Damit soll erleichtert werden, Förderungen in Anspruch zu nehmen. Deren Höhe bemisst sich unverändert nach dem jährlichen Güterverkehrsaufkommen und beträgt bis zu 8 Euro pro Tonne oder (alternativ) 32 Euro pro 1000 Tonnenkilometer. Maximal 50 Prozent der zuwendungsfähigen Kosten werden als Zuschuss bezahlt. Für einen Zeitraum von fünf Jahren muss innerhalb eines Zeitraums von zehn Jahren belegt werden, dass die prognostizierten Transportmengen erreicht wurden.
2020 wurden Gleisanschlüsse mit 9,2 Millionen Euro Bundesmittel gefördert. 2019 waren es 6,8 Millionen Euro gewesen, 2018 4,7 Millionen.
Zum 1. März 2021 trat eine neue Gleisanschlussförderung in Kraft. In den Jahren 2021 bis 2025 stehen insgesamt 200 Millionen Euro für Neubau, Ausbau, Reaktivierung und Ersatz von Gleisanschlüssen, Zuführungs- und Industriestammgleisen sowie multifunktionalen Anlagen zur Verfügung.